# Namibia na Mistrzostwach Świata w Lekkoatletyce 2015
Namibia na Mistrzostwach Świata w Lekkoatletyce 2015 – reprezentacja Namibii podczas Mistrzostw Świata w Pekinie liczyła 2 zawodników.

## Występy reprezentantów Namibii

### Mężczyźni
| Konkurencja                | Zawodnik               | Runda 1  | Runda 1 | Półfinał | Półfinał | Finał    | Finał   |
| Konkurencja                | Zawodnik               | Rezultat | Pozycja | Rezultat | Pozycja  | Rezultat | Pozycja |
| -------------------------- | ---------------------- | -------- | ------- | -------- | -------- | -------- | ------- |
| Bieg na 400 m przez płotki | Johannes Hardus Maritz | 51,10    | 37.     | NQ       | NQ       | NQ       | NQ      |

### Kobiety
| Konkurencja | Zawodniczka    | Runda 1  | Runda 1 | Półfinał | Półfinał | Finał    | Finał   |
| Konkurencja | Zawodniczka    | Rezultat | Pozycja | Rezultat | Pozycja  | Rezultat | Pozycja |
| ----------- | -------------- | -------- | ------- | -------- | -------- | -------- | ------- |
| Maraton     | Beata Naigambo | —        | —       | —        | —        | DNF      | DNF     |